# Benetton Rugby Treviso 2012-2013

## Rosa
Fonte rosa giocatori: It's Rugby

## Pro 12 2012-13

### Stagione regolare
| Incontro                            | Andata | Ritorno |
| ----------------------------------- | ------ | ------- |
| Benetton Treviso — Ospreys          | 12-6   | 3-28    |
| Munster — Benetton Treviso          | 19-6   | 10-34   |
| Benetton Treviso — Leinster         | 18-19  | 5-40    |
| Cardiff Rugby — Benetton Treviso    | 34-18  | 17-26   |
| Benetton Treviso — Scarlets         | 22-20  | 41-17   |
| Edimburgo — Benetton Treviso        | 22-27  | 10-30   |
| Benetton Treviso — Glasgow Warriors | 13-24  | 7-41    |
| Connacht — Benetton Treviso         | 18-3   | 23-23   |
| Benetton Treviso — Ulster           | 15-16  | 29-29   |
| Benetton Treviso — Newport G.D.     | 32-13  | 14-23   |
| Zebre — Benetton Treviso            | 3-10   | 18-26   |

#### Risultati della stagione regolare
| Posizione | G  | V  | N | P  | PF  | PS  | DP  | B | Pt |
| --------- | -- | -- | - | -- | --- | --- | --- | - | -- |
| 7ª        | 22 | 10 | 2 | 10 | 414 | 450 | -36 | 6 | 50 |

## Heineken Cup 2012-13

### Prima fase

#### Girone 2
| Incontro                     | Andata | Ritorno |
| ---------------------------- | ------ | ------- |
| Ospreys — Benetton Treviso   | 38-17  | 14-17   |
| Benetton Treviso — Tolosa    | 21-33  | 14-35   |
| Leicester — Benetton Treviso | 33-25  | 14-13   |

#### Risultati del girone 2
| Posizione | G | V | N | P | PF  | PS  | DP  | B | Pt |
| --------- | - | - | - | - | --- | --- | --- | - | -- |
| 4ª        | 6 | 1 | 0 | 5 | 107 | 167 | -60 | 1 | 5  |